# Wellesley (Massachusetts)
Wellesley – miasto w Stanach Zjednoczonych, w stanie Massachusetts, w hrabstwie Norfolk.